# Семмі Лі (стрибун у воду)
Семмі Лі (англ. Sammy Lee, нар. 1 серпня 1920, Фресно — пом. 2 грудня 2016, Ньюпорт-Біч) — американський стрибун у воду. Триразовий призер олімпійських ігор.
Його батьки були корейцями і Семмі Лі став першим спортсменом азійського походження, який завоював золоту олімпійську медаль для Сполучених Штатів. Також він став першим в історії спортсменом, який захистив олімпійське золото у стрибках з 10-метрової вишки — вигравши золоту медаль спочатку в Лондоні в 1948 році, а потім і в Гельсінкі в 1952 році. Закінчив медичну школу Університету Південної Каліфорнії, після завершення кар'єри працював тренером.

## Олімпійські ігри
Лондон 1948
- вишка — золото
- трамплін — бронза

Гельсінкі 1952
- вишка — золото